# Хвойна (Хвойнинський район)
Хвойна (рос. Хвойная) — робітниче селище в Хвойнинському районі Новгородської області Російської Федерації.
Населення становить 6090 осіб. Входить до складу муніципального утворення Хвойнинське сільське поселення.

## Історія
Від 2005 року входить до складу муніципального утворення Хвойнинське сільське поселення

## Населення
| 1939  | 1959  | 1970  | 1979  | 1989  | 2002  | 2009  |
| ----- | ----- | ----- | ----- | ----- | ----- | ----- |
| 5052  | ↗7291 | ↘6973 | ↘6618 | ↗7583 | ↘6791 | ↘6194 |
| 2010  | 2012  | 2013  | 2014  | 2015  | 2016  | 2017  |
| ↗6394 | ↘6253 | ↘6157 | ↘6112 | ↘6111 | ↘6087 | ↘5985 |
| 2018  | 2019  | 2020  | 2021  |       |       |       |
| ↘5931 | ↘5768 | ↘5637 | ↘5559 |       |       |       |